# Přeslička jižní
Přeslička jižní neboli cídivka jižní (Equisetum × meridionale, syn.: Hippochaete × meridionalis (Milde) Holub) je rostlina z čeledi přesličkovitých (Equisetaceae), což je jediná recentní čeleď oddělení přesličky (Equisetophyta). Je to kříženec mezi přesličkou větevnatou (Equisetum ramosissimum) a přesličkou různobarvou (Equisetum variegatum). Někteří autoři zastávají pojetí 1 recentního rodu přeslička (Equisetum), dělícího se do podrodů Equisetum a Hippochaete, toto pojetí zastává např. Kubát et al. (2002). Jiní autoři rozlišují 2 rody: přeslička (Equisetum) a cídivka (Hippochaete), např. Květena ČR. O rozdílech mezi těmito podrody či rody viz přeslička. Přeslička jižní je řazena do podrodu Hippochaete, pokud autor uznává Hippochaete jako rod, pak se tato rostlina jmenuje česky cídivka jižní.

## Popis
Přeslička jižní je kříženec, proto nese zpravidla znaky obou rodičů. Někdy jsou to rostliny intermediární (přesně něco mezi), jindy se blíží k některému z rodičů. Je to vytrvalá, nejčastěji 20–50 cm vysoká, rostlina. Stonek většinou nepřezimuje a je nevětvený nebo vzácněji větvený. Stonek je žebrovaný, žebra na hřbetě mají nznačenu karinální rýhu nebo jsou oblá, se 2 řadami křemičitých hrbolků, které jsou někdy sblížené a vytváří valy. Střední dutina zabírá jen 1/4–1/3 průměru lodyhy. V uzlinách jsou pochvy, což je vlastně bočně srostlý přeslen listů. U přesličky jižní jsou pochvy zelenavé, hlavně u spodních se po zuby vytváří příčný černý pruh, zuby jsou vytrvalé, tmavohnědé až černé, na okraji suchomázdřité. Na vrcholu lodyhy je solitérní, hrotitý výtrusnicový klas, ale vzhledem k tomu, že to je kříženec, jsou klasy vyvinuty jen vzácně a také výtrusy bývají zakrnělé. Rozmnožuje se však dobře vegetativně. O životním cyklu recentních přesliček viz článek přeslička.

## Rozšíření ve světě
Přeslička jižní je známa ze střední Evropy, Itálie a Švýcarska.

## Rozšíření v Česku
Vzhledem k velké vzácnosti druhu přeslička různobarvá je v ČR tento kříženec také velmi vzácný.